# Coregonus gutturosus
Coregonus gutturosus (сиг боденський, кільх) — вид лососевих риб роду Сиг (Coregonus). Зниклий вид, що населяв товщу Боденського озера на глибині 50-150 м.

## Опис
Тіло риби досягало 29 см завдовжки і ваги 125 грамів. Морда була тупою. Спина маслиново-зеленого або коричневого забарвлення. Зябрових тичинок на першій дузі було від 14 до 25 штук.

## Вимирання
У 1950 році на Боденському озері відбулась евтрофікація, що призвело до різкого зниження вмісту кисню. Через це яйця багатьох сигових вже не в змозі були розвиватися. У той час як запаси інших видів сигів у Боденському озері відновлені, Coregonus gutturosus, ймовірно, вимер у 1970-х роках.